# Albarreal de Tajo (kommunhuvudort)
Albarreal de Tajo är en kommunhuvudort i Spanien. Den ligger i provinsen Toledo och regionen Kastilien-La Mancha, i den centrala delen av landet, 70 km sydväst om huvudstaden Madrid. Albarreal de Tajo ligger 451 meter över havet och antalet invånare är 670.
Terrängen runt Albarreal de Tajo är huvudsakligen platt, men åt sydost är den kuperad. Albarreal de Tajo ligger nere i en dal. Runt Albarreal de Tajo är det ganska tätbefolkat, med 230 invånare per kvadratkilometer. Närmaste större samhälle är Toledo, 18,1 km öster om Albarreal de Tajo. Trakten runt Albarreal de Tajo består till största delen av jordbruksmark.